# BUGS
BUGS er en dansk dokumentarfilm fra 2016 instrueret af Andreas Johnsen.

## Handling
I tre år har et hold fra Nordic Food Lab bestående af kokke og researchere Josh Evans, Ben Reade og Roberto Flore rejst verden rundt for at lære af de to milliarder mennesker, der allerede spiser insekter. I 'BUGS' følger Andreas Johnsen dem, når de undersøger, dyrker, tilbereder og smager insekter i blandt andet Australien, Mexico, Kenya og Japan. Holdets erfaringer i marken og i laboratoriet, på gårdbesøgene og de internationale konferencer fører til mange store spørgsmål. Hvis industrielt fremstillede insekter bliver normen, vil de så være ligeså appetitlige og gavnlige som dem fra bæredygtige økosystemer og køkkener rundt om i verden? Og hvem vil rent faktisk få glæde af at insekter bliver en integreret del af fødevareindustrien? Afspejler idéen om spiselige insekter vores ødelagte fødevaresystemer, eller er det netop løsningen?

## Medvirkende
- Ben Reade
- Josh Evans
- Roberto Flore